# Floresta (Ijuí)
Floresta é um distrito rural do município brasileiro de Ijuí, no estado do  Rio Grande do Sul.
Foi criado sob o nome de Linha 8 Leste em 4 de novembro de 1964, tendo seu nome alterado para Floresta pelo Decreto Executivo nº 19, de 2 de janeiro de 1965.
É comandando pelas 2 maiores famílias da região, Eickhoff e Ledermann, tendo elas sua origem por meados dos anos 20.